# Danh sách di sản văn hóa Tây Ban Nha được quan tâm ở cộng đồng Madrid
Danh sách di sản văn hóa Tây Ban Nha được quan tâm ở cộng đồng Madrid.

## Di tích theo thành phố

### A

#### Alcalá de Henares
| Tên                                                                            | Dạng                                                      | Địa điểm                                               | Tọa độ                                        | Số hồ sơ tham khảo? | Ngày nhận danh hiệu? | Hình ảnh                                                                                              |
| ------------------------------------------------------------------------------ | --------------------------------------------------------- | ------------------------------------------------------ | --------------------------------------------- | ------------------- | -------------------- | --- |
| Nhà thờ chính tòa Alcalá Henares                                               | Di tích Kiến trúc tôn giáo Kiểu: Gótico tardío, Phục Hưng | Alcalá de Henares Plaza de los Santos Niños            | 40°28′50″B 3°22′09″T / 40,480525°B 3,369258°T | RI-51-0000085       | 28/12/1904           | Iglesia de los Santos Justo y Pastor · Upload image                                                   |
| Colegio Mayor San Ildefonso                                                    |                                                           | Alcalá de Henares Plaza de San Diego                   | 40°28′58″B 3°21′47″T / 40,482855°B 3,363075°T | RI-51-0000132       | 01/04/1914           | Fachada y primera crujía de la universidad · Upload image                                             |
| Portada Tháp canh Archivo General Central Reino (Antiguo Cung điện Arzobispal) |                                                           | Alcalá de Henares Plaza de las Bernardas, 1            | 40°28′58″B 3°22′12″T / 40,482916°B 3,370014°T | RI-51-0000233       | 25/07/1922           | Portada del Torreón del Archivo General Central del Reino (Antiguo Palacio Arzobispal) · Upload image |
| Tu viện Bernardas                                                              |                                                           | Alcalá de Henares Plaza de las Bernardas, 1            | 40°28′59″B 3°22′11″T / 40,483056°B 3,369722°T | RI-51-0000261       | 13/01/1924           | Templo y Convento de las Monjas Bernardas · Upload image                                              |
| Palacio arzobispal Alcalá Henares                                              |                                                           | Alcalá de Henares Plaza de Palacio                     | 40°28′57″B 3°22′11″T / 40,482435°B 3,369649°T | RI-51-0000727       | 04/06/1931           | Palacio Arzobispal (Alcalá de Henares) · Upload image                                                 |
| Nhà hoangl Cristo Doctrinos                                                    |                                                           | Alcalá de Henares Calle de los Colegios, 9             | 40°28′55″B 3°21′37″T / 40,481905°B 3,360161°T | RI-51-0001113       | 06/02/1942           | Ermita universitaria de los Doctrinos · Upload image                                                  |
| Lâu đài Alcalá la Vieja (Alcalá Henares)                                       |                                                           | Alcalá de Henares                                      | 40°28′49″B 3°20′50″T / 40,480207°B 3,34713°T  |                     | 05/05/1949           | Castillo de Alcalá la Vieja · Upload image                                                            |
| Recinto amurallado Alcalá Henares                                              |                                                           | Alcalá de Henares                                      | 40°28′54″B 3°22′22″T / 40,481608°B 3,37289°T  |                     | 05/05/1949           | Recinto amurallado (Alcalá de Henares) · Upload image                                                 |
|                                                                                | Khu phức hợp lịch sử                                      |                                                        |                                               | RI-53-0000095       | 10/06/1968           | Upload image                                                                                          |
| Palacete Laredo                                                                | Di tích Kiến trúc dân sự Kiểu: Neomudéjar                 | Alcalá de Henares Paseo de la Estación, 10             | 40°29′16″B 3°21′50″T / 40,487836°B 3,363925°T | RI-51-0004172       | 13/08/1975           | Hotel o Palacete de Laredo · Upload image                                                             |
| Archivo General Administración                                                 |                                                           | Alcalá de Henares Paseo de Aguadores, 2                | 40°28′49″B 3°21′34″T / 40,480302°B 3,359533°T | RI-AR-0000007       | 29/06/1985           | Archivo General de la Administración · Upload image                                                   |
| Complutum                                                                      | Khu khảo cổ                                               | Alcalá de Henares, Villalbilla và Torres de la Alameda | 40°28′25″B 3°23′02″T / 40,473741°B 3,384016°T | RI-55-0000233       | 20/02/1992           | Khu khảo cổ Ciudad Romana de Complutum · Upload image                                                 |
| Nhà hoang San Isidro (Alcalá Henares)                                          | Di tích Kiến trúc tôn giáo Kiểu: Baroque                  | Alcalá de Henares c/ Doctora de Alcalá s/n             | 40°29′16″B 3°21′42″T / 40,487877°B 3,361774°T | RI-51-0009010       | 13/10/1995           | Ermita de San Isidro Labrador · Upload image                                                          |

#### Alcorcón
| Tên                                   | Dạng | Địa điểm               | Tọa độ                                        | Số hồ sơ tham khảo? | Ngày nhận danh hiệu? | Hình ảnh     |
| ------------------------------------- | ---- | ---------------------- | --------------------------------------------- | ------------------- | -------------------- | ------------ |
| Nhà thờ Santa María Blanca (Alcorcón) |      | Alcorcón C/ Iglesia, 7 | 40°21′00″B 3°49′43″T / 40,350077°B 3,828481°T | RI-51-0008298       | 21/01/1994           | Upload image |

#### Algete
| Tên                                      | Dạng | Địa điểm                        | Tọa độ                                        | Số hồ sơ tham khảo? | Ngày nhận danh hiệu? | Hình ảnh     |
| ---------------------------------------- | ---- | ------------------------------- | --------------------------------------------- | ------------------- | -------------------- | ------------ |
| Nhà thờ Asunción Nuestra Señora (Algete) |      | Algete Plaza de la Constitución | 40°35′45″B 3°29′51″T / 40,595883°B 3,497569°T | RI-51-0010109       | 03/01/2001           | Upload image |

#### Aranjuez
| Tên                                | Dạng                  | Địa điểm                      | Tọa độ                                        | Số hồ sơ tham khảo? | Ngày nhận danh hiệu? | Hình ảnh                           |
| ---------------------------------- | --------------------- | ----------------------------- | --------------------------------------------- | ------------------- | -------------------- | ---------------------------------- |
| Nhà Caballeros và Oficios          |                       | Aranjuez Plaza de San Antonio | 40°02′06″B 3°36′25″T / 40,034894°B 3,60688°T  | RI-51-0001063-00001 | 04/06/1931           | Upload image                       |
| Nhà Infantes                       |                       | Aranjuez Plaza de San Antonio | 40°02′03″B 3°36′16″T / 40,034181°B 3,604494°T | RI-51-0009963       | 04/06/1931           | Upload image                       |
| Nhà Labrador                       | Bảo tàng              | Aranjuez                      | 40°02′28″B 3°35′13″T / 40,041203°B 3,586933°T | RI-MU-0000002       | 08-03-1993           | Casita del Labrador · Upload image |
| Aranjuez                           | Lịch sử và nghệ thuật | Aranjuez                      | 40°02′10″B 3°36′17″T / 40,036136°B 3,604677°T | RI-55-0000295       | 15/11/1983           | Upload image                       |
| Nhà thờ San Antonio (Aranjuez)     | Di tích               | Aranjuez Plaza de San Antonio | 40°02′00″B 3°36′20″T / 40,033409°B 3,605652°T | RI-51-0010919       | 18/01/2003           | Upload image                       |
| Jardines Aranjuez#Jardín Isabel II | Jardín histórico      | Aranjuez                      | 40°02′06″B 3°36′16″T / 40,035084°B 3,604569°T | RI-52-0000051       | 04/06/1931           | Upload image                       |
| Jardines Aranjuez#Jardín Isla      | Jardín histórico      | Aranjuez                      | 40°02′23″B 3°36′40″T / 40,039728°B 3,611008°T | RI-52-0000010       | 04/06/1931           | Upload image                       |
| Jardines Aranjuez#Jardín Príncipe  | Jardín histórico      | Aranjuez                      | 40°02′28″B 3°35′23″T / 40,041096°B 3,589661°T | RI-52-0000050       | 04/06/1931           | Upload image                       |
| Jardines Brillante và Deleite      | Jardín histórico      | Aranjuez                      |                                               | RI-52-0000013       | 04/06/1931           | Upload image                       |
| Cung điện Vương thất Aranjuez      | Di tích               | Aranjuez Av. Palacio          | 40°02′10″B 3°36′29″T / 40,03613°B 3,608004°T  | RI-51-0001063       | 04/06/1931           | Upload image                       |
| Tu viện San Pascual (Aranjuez)     | Di tích               | Aranjuez Calle del Rey, 57    | 40°01′55″B 3°36′01″T / 40,031953°B 3,600153°T | RI-51-0010465       | 02/06/1999           | Upload image                       |

#### Arganda del Rey
| Tên                                     | Dạng | Địa điểm                                    | Tọa độ                                        | Số hồ sơ tham khảo? | Ngày nhận danh hiệu? | Hình ảnh     |
| --------------------------------------- | ---- | ------------------------------------------- | --------------------------------------------- | ------------------- | -------------------- | ------------ |
| Nhà thờ San Juan Bautista (Arganda Rey) |      | Arganda del Rey Plaza de la Constitución, 1 | 40°18′03″B 3°26′20″T / 40,300796°B 3,438922°T | RI-51-0010491       | 24/09/1999           | Upload image |

#### Arroyomolinos, Madrid
| Tên                   | Dạng | Địa điểm                                | Tọa độ                                       | Số hồ sơ tham khảo? | Ngày nhận danh hiệu? | Hình ảnh     |
| --------------------- | ---- | --------------------------------------- | -------------------------------------------- | ------------------- | -------------------- | ------------ |
| Torreón Arroyomolinos |      | Arroyomolinos, Madrid Calle Serranillos | 40°16′05″B 3°55′10″T / 40,26819°B 3,919325°T |                     | 05/05/1949           | Upload image |

### B

#### Batres
| Tên                                             | Dạng                 | Địa điểm                       | Tọa độ                                        | Số hồ sơ tham khảo? | Ngày nhận danh hiệu? | Hình ảnh     |
| ----------------------------------------------- | -------------------- | ------------------------------ | --------------------------------------------- | ------------------- | -------------------- | ------------ |
| Lâu đài Batres                                  |                      | Batres Paseo Fuente del Chorro | 40°12′39″B 3°55′24″T / 40,210911°B 3,923333°T |                     | 08/04/1970           | Upload image |
| Lâu đài Batres, Fuente Garcilaso và alrededores | Khu phức hợp lịch sử | Batres                         | 40°12′34″B 3°55′21″T / 40,209444°B 3,9225°T   | RI-53-0000108       | 08/04/1970           | Upload image |

#### Boadilla del Monte
| Tên                                                                        | Dạng            | Địa điểm                       | Tọa độ                                        | Số hồ sơ tham khảo? | Ngày nhận danh hiệu? | Hình ảnh     |
| -------------------------------------------------------------------------- | --------------- | ------------------------------ | --------------------------------------------- | ------------------- | -------------------- | ------------ |
| Cung điện Infante don Luis (Boadilla Monte)                                |                 | Boadilla del Monte             | 40°24′25″B 3°52′27″T / 40,40697°B 3,874243°T  | RI-51-0003950       | 26/08/1974           | Upload image |
| Tu viện Madres Carmelitas                                                  |                 | Boadilla del Monte C/ Mártires | 40°24′28″B 3°52′33″T / 40,407768°B 3,875841°T | RI-51-0003951       | 26/08/1974           | Upload image |
| Cung điện Infante don Luis (Boadilla Monte)#Quần thể ajardinado và agreste | Khu vực lịch sử | Boadilla del Monte             | 40°24′24″B 3°52′26″T / 40,406582°B 3,873754°T | RI-54-0000047       | 26/08/1974           | Upload image |

#### Brea de Tajo
| Tên                                     | Dạng | Địa điểm                            | Tọa độ                                        | Số hồ sơ tham khảo? | Ngày nhận danh hiệu? | Hình ảnh     |
| --------------------------------------- | ---- | ----------------------------------- | --------------------------------------------- | ------------------- | -------------------- | ------------ |
| Nhà thờ Parroquial Asunción (Brea Tajo) |      | Brea de Tajo Plaza de la iglesia, 1 | 40°13′48″B 3°06′28″T / 40,230084°B 3,107678°T | RI-51-0010175       | 08/07/1997           | Upload image |

#### Buitrago del Lozoya
| Tên                               | Dạng                                                     | Địa điểm            | Tọa độ                                        | Số hồ sơ tham khảo? | Ngày nhận danh hiệu? | Hình ảnh                                                 |
| --------------------------------- | -------------------------------------------------------- | ------------------- | --------------------------------------------- | ------------------- | -------------------- | -------------------------------------------------------- |
| Lâu đài Buitrago Lozoya           | Di tích Kiến trúc quân sự Kiểu: Kiến trúc Gothic-Mudéjar | Buitrago del Lozoya | 40°59′41″B 3°38′02″T / 40,994598°B 3,633976°T | RI-51-0000721       | 04-06-1931           | Castillo de Buitrago del Lozoya · Upload image           |
| Buitrago Lozoya#Patrimonio        | Khu phức hợp lịch sử                                     | Buitrago del Lozoya | 40°59′43″B 3°38′05″T / 40,995369°B 3,634635°T | RI-53-0000390       | 23-04-1993           | Conjunto Histórico de Buitrago del Lozoya · Upload image |
| Bệnh viện San Salvador (Hospital) | Di tích Kiến trúc dân sự                                 | Buitrago del Lozoya | 40°59′45″B 3°38′03″T / 40,995881°B 3,634139°T | RI-51-0000722       | 04-06-1931           | Hospital de San Salvador (El Hospital) · Upload image    |
| Tường Buitrago Lozoya             | Di tích Kiến trúc phòng thủ                              | Buitrago del Lozoya | 40°59′43″B 3°38′09″T / 40,995221°B 3,635799°T | n/d                 | 22-04-1949           | Recinto amurallado · Upload image                        |

#### Bustarviejo
| Tên       | Dạng | Địa điểm    | Tọa độ                                        | Số hồ sơ tham khảo? | Ngày nhận danh hiệu? | Hình ảnh     |
| --------- | ---- | ----------- | --------------------------------------------- | ------------------- | -------------------- | ------------ |
| Tháp Mina |      | Bustarviejo | 40°51′59″B 3°43′53″T / 40,866281°B 3,731372°T | RI-51-0004935       | 15/11/1983           | Upload image |

### C

#### Cadalso de los Vidrios
| Tên                                  | Dạng             | Địa điểm               | Tọa độ                                        | Số hồ sơ tham khảo? | Ngày nhận danh hiệu? | Hình ảnh     |
| ------------------------------------ | ---------------- | ---------------------- | --------------------------------------------- | ------------------- | -------------------- | ------------ |
| Cung điện Villena (Cadalso Vidrios)  |                  | Cadalso de los Vidrios | 40°18′02″B 4°26′40″T / 40,300454°B 4,444379°T | RI-51-0000726       | 04/06/1931           | Upload image |
| Recinto tăng cường (Cadalso Vidrios) |                  | Cadalso de los Vidrios | 40°18′05″B 4°26′29″T / 40,301308°B 4,44146°T  |                     | 05/05/1949           | Upload image |
| Cung điện Villena (Cadalso Vidrios)  | Jardín histórico | Cadalso de los Vidrios | 40°18′04″B 4°26′43″T / 40,301109°B 4,445184°T | RI-52-0000032       | 25/03/1976           | Upload image |

#### Camarma de Esteruelas
| Tên                                            | Dạng | Địa điểm                                    | Tọa độ                                       | Số hồ sơ tham khảo? | Ngày nhận danh hiệu? | Hình ảnh     |
| ---------------------------------------------- | ---- | ------------------------------------------- | -------------------------------------------- | ------------------- | -------------------- | ------------ |
| Nhà thờ San Pedro Apóstol (Camarma Esteruelas) |      | Camarma de Esteruelas Plaza de San Pedro, 1 | 40°32′55″B 3°22′36″T / 40,54871°B 3,376757°T | RI-51-0009948       | 20/05/1997           | Upload image |

#### Campo Real
| Tên                                         | Dạng | Địa điểm                                           | Tọa độ                                        | Số hồ sơ tham khảo? | Ngày nhận danh hiệu? | Hình ảnh     |
| ------------------------------------------- | ---- | -------------------------------------------------- | --------------------------------------------- | ------------------- | -------------------- | ------------ |
| Nhà thờ Nuestra Señora Lâu đài (Campo Real) |      | Campo Real Calle de Nuestra Señora del Castillo, 1 | 40°20′21″B 3°22′58″T / 40,339285°B 3,382686°T | RI-51-0004533       | 21/12/1981           | Upload image |

#### Chinchón
| Tên                                          | Dạng                 | Địa điểm             | Tọa độ                                        | Số hồ sơ tham khảo? | Ngày nhận danh hiệu? | Hình ảnh     |
| -------------------------------------------- | -------------------- | -------------------- | --------------------------------------------- | ------------------- | -------------------- | ------------ |
| Lâu đài Casasola                             |                      | Chinchón             | 40°09′47″B 3°28′43″T / 40,163073°B 3,478611°T |                     | 05/05/1949           | Upload image |
| Lâu đài Chinchón                             |                      | Chinchón C/ Castillo | 40°08′11″B 3°25′27″T / 40,136269°B 3,424077°T |                     | 05/05/1949           | Upload image |
| Quần thể Histórico Artístico Ciudad Chinchón | Khu phức hợp lịch sử | Chinchón             | 40°08′27″B 3°25′22″T / 40,140865°B 3,422864°T | RI-53-0000174       | 10/07/1974           | Upload image |

#### Ciempozuelos
| Tên                    | Dạng        | Địa điểm     | Tọa độ                                       | Số hồ sơ tham khảo? | Ngày nhận danh hiệu? | Hình ảnh     |
| ---------------------- | ----------- | ------------ | -------------------------------------------- | ------------------- | -------------------- | ------------ |
| Las Salinas Espartinas | Khu khảo cổ | Ciempozuelos | 40°07′09″B 3°37′30″T / 40,119182°B 3,62505°T | RI-55-0000857       | 24/05/2006           | Upload image |

#### Cobeña (Madrid)
| Tên                             | Dạng | Địa điểm                          | Tọa độ                                        | Số hồ sơ tham khảo? | Ngày nhận danh hiệu? | Hình ảnh     |
| ------------------------------- | ---- | --------------------------------- | --------------------------------------------- | ------------------- | -------------------- | ------------ |
| Nhà thờ Parroquial San Cipriano |      | Cobeña (Madrid) Plaza de la Villa | 40°34′02″B 3°30′17″T / 40,567284°B 3,504816°T | RI-51-0009562       | 22/10/1996           | Upload image |

#### Colmenar de Oreja
| Tên            | Dạng                 | Địa điểm          | Tọa độ                                        | Số hồ sơ tham khảo? | Ngày nhận danh hiệu? | Hình ảnh     |
| -------------- | -------------------- | ----------------- | --------------------------------------------- | ------------------- | -------------------- | ------------ |
| Colmenar Oreja | Khu phức hợp lịch sử | Colmenar de Oreja | 40°06′33″B 3°23′13″T / 40,109167°B 3,386944°T | RBIC-2012-000006    | 26/12/2013           | Upload image |

#### Colmenar Viejo
| Tên                                                             | Dạng | Địa điểm                                    | Tọa độ                                        | Số hồ sơ tham khảo? | Ngày nhận danh hiệu? | Hình ảnh     |
| --------------------------------------------------------------- | ---- | ------------------------------------------- | --------------------------------------------- | ------------------- | -------------------- | ------------ |
| Vương cung thánh đường Asunción Nuestra Señora (Colmenar Viejo) |      | Colmenar Viejo Plaza de Luis Gutiérrez, s/n | 40°39′28″B 3°45′59″T / 40,657741°B 3,766428°T | RI-51-0009952       | 13/05/1997           | Upload image |

#### Cubas de la Sagra
| Tên                                   | Dạng | Địa điểm                                    | Tọa độ                                        | Số hồ sơ tham khảo? | Ngày nhận danh hiệu? | Hình ảnh     |
| ------------------------------------- | ---- | ------------------------------------------- | --------------------------------------------- | ------------------- | -------------------- | ------------ |
| Nhà thờ Parroquial San Andrés Apóstol |      | Cubas de la Sagra Calle Sagrado Corazón, 17 | 40°11′30″B 3°50′17″T / 40,191578°B 3,838046°T | RI-51-0004785       | 15/03/1983           | Upload image |

### E

#### El Berrueco
| Tên              | Dạng | Địa điểm    | Tọa độ                                        | Số hồ sơ tham khảo? | Ngày nhận danh hiệu? | Hình ảnh     |
| ---------------- | ---- | ----------- | --------------------------------------------- | ------------------- | -------------------- | ------------ |
| Atalaya Berrueco |      | El Berrueco | 40°52′27″B 3°32′13″T / 40,874115°B 3,536831°T | RI-51-0004933       | 15/11/1983           | Upload image |

#### El Escorial, Madrid
| Tên                            | Dạng | Địa điểm               | Tọa độ                                        | Số hồ sơ tham khảo? | Ngày nhận danh hiệu? | Hình ảnh     |
| ------------------------------ | ---- | ---------------------- | --------------------------------------------- | ------------------- | -------------------- | ------------ |
| Casita Príncipe (Escorial)     |      | El Escorial, Madrid    | 40°35′04″B 4°08′11″T / 40,584379°B 4,136514°T | RI-51-0007308       | 19/11/1992           | Upload image |
| Nhà thờ San Bernabé (Escorial) |      | El Escorial C/ Iglesia | 40°35′05″B 4°07′37″T / 40,584857°B 4,127003°T | RI-51-0004876       | 01/07/1983           | Upload image |

#### El Vellón
| Tên            | Dạng | Địa điểm  | Tọa độ                                        | Số hồ sơ tham khảo? | Ngày nhận danh hiệu? | Hình ảnh     |
| -------------- | ---- | --------- | --------------------------------------------- | ------------------- | -------------------- | ------------ |
| Atalaya Vellón |      | El Vellón | 40°46′02″B 3°33′44″T / 40,767177°B 3,562189°T | RI-51-0004937       | 15/11/1983           | Upload image |

#### Estremera
| Tên                                                    | Dạng | Địa điểm                         | Tọa độ                                        | Số hồ sơ tham khảo? | Ngày nhận danh hiệu? | Hình ảnh     |
| ------------------------------------------------------ | ---- | -------------------------------- | --------------------------------------------- | ------------------- | -------------------- | ------------ |
| Nhà thờ Parroquial Nuestra Señora Remedios (Estremera) |      | Estremera Plaza Juan Carlos I, 9 | 40°11′05″B 3°06′19″T / 40,184704°B 3,105293°T | RI-51-0004641       | 28/07/1982           | Upload image |

### F

#### Fresno de Torote
| Tên                                 | Dạng | Địa điểm                    | Tọa độ                                       | Số hồ sơ tham khảo? | Ngày nhận danh hiệu? | Hình ảnh     |
| ----------------------------------- | ---- | --------------------------- | -------------------------------------------- | ------------------- | -------------------- | ------------ |
| Nhà thờ San Esteban (Fresno Torote) |      | Fresno de Torote Serracines | 40°37′19″B 3°24′05″T / 40,622077°B 3,40128°T | RI-51-0009178       | 15/11/1996           | Upload image |

#### Fuente el Saz de Jarama
| Tên                                   | Dạng | Địa điểm                | Tọa độ                                        | Số hồ sơ tham khảo? | Ngày nhận danh hiệu? | Hình ảnh     |
| ------------------------------------- | ---- | ----------------------- | --------------------------------------------- | ------------------- | -------------------- | ------------ |
| Nhà hoang Soledad (Fuente Saz Jarama) |      | Fuente el Saz de Jarama | 40°37′44″B 3°30′37″T / 40,628984°B 3,510266°T | RI-51-0009113       | 02/08/1996           | Upload image |

#### Fuentidueña de Tajo
| Tên                         | Dạng | Địa điểm            | Tọa độ                                        | Số hồ sơ tham khảo? | Ngày nhận danh hiệu? | Hình ảnh     |
| --------------------------- | ---- | ------------------- | --------------------------------------------- | ------------------- | -------------------- | ------------ |
| Alarilla (Fuentidueña Tajo) |      | Fuentidueña de Tajo | 40°04′16″B 3°07′43″T / 40,071153°B 3,128477°T |                     | 05/05/1949           | Upload image |
| Lâu đài Fuentidueña Tajo    |      | Fuentidueña de Tajo | 40°07′19″B 3°09′47″T / 40,121856°B 3,163184°T |                     | 05/05/1949           | Upload image |

### G

#### Galapagar
| Tên                                                    | Dạng | Địa điểm                      | Tọa độ                                        | Số hồ sơ tham khảo? | Ngày nhận danh hiệu? | Hình ảnh     |
| ------------------------------------------------------ | ---- | ----------------------------- | --------------------------------------------- | ------------------- | -------------------- | ------------ |
| Nhà thờ Parroquial Nuestra Señora Asunción (Galapagar) |      | Galapagar Plaza de la Iglesia | 40°34′42″B 4°00′14″T / 40,578304°B 4,003857°T | RI-51-0009122       | 13/07/1995           | Upload image |

#### Getafe
| Tên                                   | Dạng        | Địa điểm               | Tọa độ                                        | Số hồ sơ tham khảo? | Ngày nhận danh hiệu? | Hình ảnh     |
| ------------------------------------- | ----------- | ---------------------- | --------------------------------------------- | ------------------- | -------------------- | ------------ |
| Nhà thờ chính tòa Getafe              |             | Getafe Plaza Magdalena | 40°18′14″B 3°43′45″T / 40,303992°B 3,729199°T | RI-51-0001260       | 11/06/1958           | Upload image |
| Zona Arqueológica Casco Urbano Getafe | Khu khảo cổ | Getafe                 | 40°18′20″B 3°43′50″T / 40,305587°B 3,730514°T | RI-55-0000269       | 11/05/1992           | Upload image |

### H

#### Hoyo de Manzanares
| Tên                        | Dạng | Địa điểm           | Tọa độ                                        | Số hồ sơ tham khảo? | Ngày nhận danh hiệu? | Hình ảnh     |
| -------------------------- | ---- | ------------------ | --------------------------------------------- | ------------------- | -------------------- | ------------ |
| Atalaya collado Torrecilla |      | Hoyo de Manzanares | 40°39′00″B 3°53′37″T / 40,649917°B 3,893742°T |                     | 05/05/1949           | Upload image |

### L

#### Loeches
| Tên                                     | Dạng                       | Địa điểm                            | Tọa độ                                        | Số hồ sơ tham khảo? | Ngày nhận danh hiệu? | Hình ảnh                                              |
| --------------------------------------- | -------------------------- | ----------------------------------- | --------------------------------------------- | ------------------- | -------------------- | ----------------------------------------------------- |
| Tu viện Inmaculada Concepción (Loeches) | Di tích Kiến trúc tôn giáo | Loeches Plaza de la Duquesa de Alba | 40°23′10″B 3°24′42″T / 40,386036°B 3,411755°T | RI-51-0004585       | 18/03/1982           | Monasterio de la Inmaculada Concepción · Upload image |

### M

#### Madrid
Véase: Danh sách di sản văn hóa Tây Ban Nha được quan tâm ở thành phố Madrid

#### Manzanares el Real
| Tên                           | Dạng        | Địa điểm                       | Tọa độ                                        | Số hồ sơ tham khảo? | Ngày nhận danh hiệu? | Hình ảnh     |
| ----------------------------- | ----------- | ------------------------------ | --------------------------------------------- | ------------------- | -------------------- | ------------ |
| Lâu đài nuevo Manzanares Real |             | Manzanares el Real C/ Castillo | 40°43′38″B 3°51′45″T / 40,727111°B 3,862371°T | RI-51-0000720       | 04/06/1931           | Upload image |
| Lâu đài viejo Manzanares Real |             | Manzanares el Real C/ Real     | 40°43′32″B 3°52′10″T / 40,7255°B 3,8695°T     |                     | 05/05/1949           | Upload image |
| Pedriza                       | Khu khảo cổ | Manzanares el Real             | 40°45′01″B 3°53′37″T / 40,750334°B 3,893605°T | RI-55-0000441       | 17/04/1995           | Upload image |

#### Meco
| Tên                                    | Dạng | Địa điểm                      | Tọa độ                                        | Số hồ sơ tham khảo? | Ngày nhận danh hiệu? | Hình ảnh     |
| -------------------------------------- | ---- | ----------------------------- | --------------------------------------------- | ------------------- | -------------------- | ------------ |
| Nhà thờ Nuestra Señora Asunción (Meco) |      | Meco Plaza de la Constitución | 40°33′13″B 3°19′45″T / 40,553633°B 3,329094°T | RI-51-0004599       | 21/04/1982           | Upload image |

#### Mejorada del Campo
| Tên                              | Dạng | Địa điểm                                       | Tọa độ                                        | Số hồ sơ tham khảo? | Ngày nhận danh hiệu? | Hình ảnh     |
| -------------------------------- | ---- | ---------------------------------------------- | --------------------------------------------- | ------------------- | -------------------- | ------------ |
| Capilla San Fausto               |      | Mejorada del Campo Avda. de la Constitución, 1 | 40°23′48″B 3°29′19″T / 40,396789°B 3,488476°T | RI-51-0005279       | 08/07/1997           | Upload image |
| Lâu đài Cervera (Mejorada Campo) |      | Mejorada del Campo desaparecido                | 40°24′47″B 3°28′54″T / 40,412991°B 3,481653°T |                     | 05/05/1949           | Upload image |

#### Móstoles
| Tên                             | Dạng        | Địa điểm                | Tọa độ                                        | Số hồ sơ tham khảo? | Ngày nhận danh hiệu? | Hình ảnh     |
| ------------------------------- | ----------- | ----------------------- | --------------------------------------------- | ------------------- | -------------------- | ------------ |
| Nhà hoang Nuestra Señora Santos |             | Móstoles C/ San Antonio | 40°19′21″B 3°51′46″T / 40,322453°B 3,862768°T | RI-51-0008658       | 24/10/1994           | Upload image |
| Zona Paleontológica Soto        | Khu khảo cổ | Móstoles                | 40°19′33″B 3°54′42″T / 40,325824°B 3,911662°T | RI-55-0000650       | 20/11/2001           | Upload image |

### N

#### Navalcarnero
| Tên                                                                            | Dạng                 | Địa điểm                          | Tọa độ                                        | Số hồ sơ tham khảo? | Ngày nhận danh hiệu? | Hình ảnh     |
| ------------------------------------------------------------------------------ | -------------------- | --------------------------------- | --------------------------------------------- | ------------------- | -------------------- | ------------ |
| Nhà thờ Parroquial Inmaculada Concepción (Navalcarnero)                        |                      | Navalcarnero Glorieta Veracruz, 1 | 40°17′18″B 4°00′52″T / 40,288362°B 4,014426°T | RI-51-0004778       | 05/03/1983           | Upload image |
| Quần thể Histórico plaza Segovia và Nhà thờ Parroquial Nuestra Señora Asunción | Khu phức hợp lịch sử | Navalcarnero                      | 40°17′17″B 4°00′52″T / 40,288068°B 4,014349°T | RI-55-0000525       | 22/12/2000           | Upload image |

#### Navas del Rey
| Tên                 | Dạng | Địa điểm      | Tọa độ                                        | Số hồ sơ tham khảo? | Ngày nhận danh hiệu? | Hình ảnh     |
| ------------------- | ---- | ------------- | --------------------------------------------- | ------------------- | -------------------- | ------------ |
| Lâu đài (Navas Rey) |      | Navas del Rey | 40°23′14″B 4°14′25″T / 40,387153°B 4,240307°T |                     | 05/05/1949           | Upload image |

#### Nuevo Baztán
| Tên                                                                             | Dạng                 | Địa điểm     | Tọa độ                                        | Số hồ sơ tham khảo? | Ngày nhận danh hiệu? | Hình ảnh     |
| ------------------------------------------------------------------------------- | -------------------- | ------------ | --------------------------------------------- | ------------------- | -------------------- | ------------ |
| Quần thể Histórico Nuevo Baztán                                                 | Khu phức hợp lịch sử | Nuevo Baztán | 40°21′53″B 3°14′36″T / 40,364722°B 3,243333°T | RI-55-0000519       | 29/03/2000           | Upload image |
| Quần thể Cung điện Nhà thờ San Francisco Javier và dos Quảng trườngs inmediatas | Khu phức hợp lịch sử | Nuevo Baztán | 40°21′56″B 3°14′32″T / 40,365598°B 3,242194°T | RI-53-0000007       | 26/10/1941           | Upload image |

### P

#### Paracuellos de Jarama
| Tên               | Dạng | Địa điểm              | Tọa độ                                        | Số hồ sơ tham khảo? | Ngày nhận danh hiệu? | Hình ảnh     |
| ----------------- | ---- | --------------------- | --------------------------------------------- | ------------------- | -------------------- | ------------ |
| Lâu đài Malsobaco |      | Paracuellos de Jarama | 40°29′57″B 3°32′09″T / 40,499264°B 3,535764°T |                     | 05/05/1949           | Upload image |

#### Patones
| Tên                        | Dạng                 | Địa điểm | Tọa độ                                        | Số hồ sơ tham khảo? | Ngày nhận danh hiệu? | Hình ảnh     |
| -------------------------- | -------------------- | -------- | --------------------------------------------- | ------------------- | -------------------- | ------------ |
| Hang Reguerillo            |                      | Patones  | 40°53′09″B 3°26′50″T / 40,885767°B 3,447179°T | RI-51-0001144       | 18/03/1944           | Upload image |
| Quần thể Histórico Patones | Khu phức hợp lịch sử | Patones  | 40°51′57″B 3°29′34″T / 40,865894°B 3,492782°T | RI-55-0000514       | 08/04/1999           | Upload image |

#### Pelayos de la Presa
| Tên                               | Dạng | Địa điểm            | Tọa độ                                       | Số hồ sơ tham khảo? | Ngày nhận danh hiệu? | Hình ảnh     |
| --------------------------------- | ---- | ------------------- | -------------------------------------------- | ------------------- | -------------------- | ------------ |
| Tu viện Santa María Valdeiglesias |      | Pelayos de la Presa | 40°21′56″B 4°18′20″T / 40,365427°B 4,30559°T | RI-51-0004982       | 14/02/1984           | Upload image |

#### Perales de Tajuña
| Tên                    | Dạng | Địa điểm                      | Tọa độ                                        | Số hồ sơ tham khảo? | Ngày nhận danh hiệu? | Hình ảnh     |
| ---------------------- | ---- | ----------------------------- | --------------------------------------------- | ------------------- | -------------------- | ------------ |
| Hang (Perales Tajuña)  |      | Perales de Tajuña             | 40°13′37″B 3°20′02″T / 40,227075°B 3,333936°T | RI-51-0000725       | 04/06/1931           | Upload image |
| Lâu đài Perales Tajuña |      | Perales de Tajuña C/ Castillo | 40°13′56″B 3°21′09″T / 40,232202°B 3,352574°T |                     | 05/05/1949           | Upload image |

#### Pinilla del Valle
| Tên                              | Dạng        | Địa điểm          | Tọa độ                                        | Số hồ sơ tham khảo? | Ngày nhận danh hiệu? | Hình ảnh     |
| -------------------------------- | ----------- | ----------------- | --------------------------------------------- | ------------------- | -------------------- | ------------ |
| Zona Arqueológica "Los Calveros" | Khu khảo cổ | Pinilla del Valle | 40°55′27″B 3°48′29″T / 40,924087°B 3,808159°T | RI-55-0000844       | 24/01/2005           | Upload image |

#### Pinto, Madrid
| Tên           | Dạng | Địa điểm                           | Tọa độ                                        | Số hồ sơ tham khảo? | Ngày nhận danh hiệu? | Hình ảnh     |
| ------------- | ---- | ---------------------------------- | --------------------------------------------- | ------------------- | -------------------- | ------------ |
| Torreón Pinto |      | Pinto, Madrid Plaza de Jaime Méric | 40°14′34″B 3°42′09″T / 40,242676°B 3,702393°T |                     | 05/05/1949           | Upload image |

#### Puentes Viejas
| Tên          | Dạng | Địa điểm                | Tọa độ                                        | Số hồ sơ tham khảo? | Ngày nhận danh hiệu? | Hình ảnh     |
| ------------ | ---- | ----------------------- | --------------------------------------------- | ------------------- | -------------------- | ------------ |
| Tháp Mirabel |      | Puentes Viejas Mangirón | 40°54′22″B 3°33′53″T / 40,906238°B 3,564616°T | RI-51-0004932       | 15/11/1983           | Upload image |

### R

#### Rascafría
| Tên                        | Dạng | Địa điểm  | Tọa độ                                        | Số hồ sơ tham khảo? | Ngày nhận danh hiệu? | Hình ảnh     |
| -------------------------- | ---- | --------- | --------------------------------------------- | ------------------- | -------------------- | ------------ |
| Tu viện Santa María Paular |      | Rascafría | 40°53′18″B 3°53′15″T / 40,888303°B 3,887585°T | RI-51-0000015       | 27/06/1876           | Upload image |

#### Ribatejada
| Tên                                    | Dạng | Địa điểm   | Tọa độ                                        | Số hồ sơ tham khảo? | Ngày nhận danh hiệu? | Hình ảnh     |
| -------------------------------------- | ---- | ---------- | --------------------------------------------- | ------------------- | -------------------- | ------------ |
| Nhà thờ San Pedro Apóstol (Ribatejada) |      | Ribatejada | 40°40′04″B 3°23′34″T / 40,667644°B 3,392855°T | RI-51-0009112       | 02/08/1996           | Upload image |

#### Rivas-Vaciamadrid
| Tên                      | Dạng | Địa điểm          | Tọa độ                                        | Số hồ sơ tham khảo? | Ngày nhận danh hiệu? | Hình ảnh     |
| ------------------------ | ---- | ----------------- | --------------------------------------------- | ------------------- | -------------------- | ------------ |
| Ex-convento Ribas Jarama |      | Rivas-Vaciamadrid | 40°22′51″B 3°31′04″T / 40,380855°B 3,517798°T | RI-51-0004367       | 13/07/1979           | Upload image |
| Lâu đài Ribas Jarama     |      | Rivas-Vaciamadrid | 40°22′40″B 3°31′09″T / 40,377777°B 3,519171°T |                     | 05/05/1949           | Upload image |

#### Robledo de Chavela
| Tên                                      | Dạng | Địa điểm           | Tọa độ                                        | Số hồ sơ tham khảo? | Ngày nhận danh hiệu? | Hình ảnh     |
| ---------------------------------------- | ---- | ------------------ | --------------------------------------------- | ------------------- | -------------------- | ------------ |
| Torreón Fuentelámparas (Robledo Chavela) |      | Robledo de Chavela | 40°31′04″B 4°10′59″T / 40,517825°B 4,183133°T |                     | 05/05/1949           | Upload image |

### S

#### San Fernando de Henares, Madrid
| Tên                          | Dạng                                                           | Địa điểm                | Tọa độ                                        | Số hồ sơ tham khảo? | Ngày nhận danh hiệu? | Hình ảnh     |
| ---------------------------- | -------------------------------------------------------------- | ----------------------- | --------------------------------------------- | ------------------- | -------------------- | ------------ |
| San Fernando Henares, Madrid | Lịch sử và nghệ thuật                                          | San Fernando de Henares | 40°25′32″B 3°32′07″T / 40,425556°B 3,535278°T | RI-55-0000302       | 12/01/1984           | Upload image |
| Lâu đài Aldovea              | Di tích Kiến trúc phòng thủ Thời gian: Thế kỷ 11 đến Thế kỷ 16 | San Fernando de Henares | 40°25′58″B 3°28′26″T / 40,432691°B 3,47388°T  | RI-51-0010473       | 05/05/1949           | Upload image |

#### San Lorenzo de El Escorial
| Tên                                                | Dạng                     | Địa điểm                                                        | Tọa độ                                        | Số hồ sơ tham khảo? | Ngày nhận danh hiệu? | Hình ảnh                                               |
| -------------------------------------------------- | ------------------------ | --------------------------------------------------------------- | --------------------------------------------- | ------------------- | -------------------- | ------------------------------------------------------ |
| Casita Infante (San Lorenzo Escorial)              |                          | San Lorenzo de El Escorial                                      | 40°35′07″B 4°09′29″T / 40,585312°B 4,158063°T | RI-51-0007309       | 19/11/1992           | Upload image                                           |
| Nhà Peláez hay Infante D. Gabriel                  | Di tích Kiến trúc dân sự | San Lorenzo de El Escorial C/ del Rey, 38                       | 40°35′25″B 4°08′38″T / 40,590282°B 4,14381°T  | RI-51-0004996       | 14/02/1984           | Casa de Peláez o del Infante D. Gabriel · Upload image |
| Escorial                                           |                          | San Lorenzo de El Escorial Paseo de Juan de Borbón y Battenberg | 40°35′21″B 4°08′56″T / 40,589296°B 4,148799°T | RI-51-0001064       | 04/06/1931           | Upload image                                           |
| Nhà 1ª Oficios (dependencia Monasterio)            |                          | San Lorenzo de El Escorial C/ Floridablanca, 3                  | 40°35′26″B 4°08′50″T / 40,590477°B 4,147085°T | RI-51-0001064-00001 | 04/06/1931           | Upload image                                           |
| Nhà 2ª Oficios (dependencia Monasterio)            |                          | San Lorenzo de El Escorial C/ Floridablanca, 5                  | 40°35′26″B 4°08′53″T / 40,590587°B 4,148053°T | RI-51-0001064-00002 | 04/06/1931           | Upload image                                           |
| Nhà 3ª Oficios (dependencia Monasterio)            |                          | San Lorenzo de El Escorial C/ Floridablanca, 7                  | 40°35′27″B 4°08′56″T / 40,590715°B 4,148914°T | RI-51-0001064-00003 | 04/06/1931           | Upload image                                           |
| Nhà Reina (dependencia Monasterio)                 |                          | San Lorenzo de El Escorial                                      | 40°35′24″B 4°08′59″T / 40,590078°B 4,149716°T | RI-51-0001064-00004 | 04/06/1931           | Upload image                                           |
| Nhà Infantes (dependencia Monasterio)              |                          | San Lorenzo de El Escorial                                      | 40°35′24″B 4°08′59″T / 40,590078°B 4,149716°T | RI-51-0001064-00005 | 04/06/1931           | Upload image                                           |
| Nhà Compaña (dependencia Monasterio)               |                          | San Lorenzo de El Escorial Paseo de los Alamillos, 2            | 40°35′19″B 4°09′02″T / 40,588608°B 4,150505°T | RI-51-0001064-00006 | 04/06/1931           | Upload image                                           |
| Escorial                                           | Jardín histórico         | San Lorenzo de El Escorial                                      | 40°35′16″B 4°08′50″T / 40,587906°B 4,147149°T | RI-52-0000011       | 04/06/1931           | Upload image                                           |
| Paraje Pintoresco Pinar Abantos và Zona Herrería   | Địa điểm lịch sử         | San Lorenzo de El Escorial                                      | 40°36′33″B 4°08′48″T / 40,609271°B 4,146574°T | RI-54-0000083       | 07/12/1961           | Upload image                                           |
| Teatro Real Coliseo Carlos III                     | Di tích Kiến trúc dân sự | San Lorenzo de El Escorial C/ Floridablanca, 20                 | 40°35′27″B 4°08′50″T / 40,590835°B 4,147294°T | RI-51-0009073       | 11/01/1996           | Upload image                                           |
| Determinadas Zonas Real Sitio San Lorenzo Escorial | Khu phức hợp lịch sử     | San Lorenzo de El Escorial                                      |                                               | RI-53-0000129       | 28/07/1971           | Upload image                                           |

#### San Martín de la Vega
| Tên                                                | Dạng | Địa điểm                                  | Tọa độ                                        | Số hồ sơ tham khảo? | Ngày nhận danh hiệu? | Hình ảnh     |
| -------------------------------------------------- | ---- | ----------------------------------------- | --------------------------------------------- | ------------------- | -------------------- | ------------ |
| Nhà thờ Natividad Nuestra Señora (San Martín Vega) |      | San Martín de la Vega Calle de la Iglesia | 40°12′28″B 3°34′12″T / 40,207772°B 3,569978°T | RI-51-0009179       | 22/10/1996           | Upload image |

#### San Martín de Valdeiglesias
| Tên                                         | Dạng | Địa điểm                    | Tọa độ                                        | Số hồ sơ tham khảo? | Ngày nhận danh hiệu? | Hình ảnh     |
| ------------------------------------------- | ---- | --------------------------- | --------------------------------------------- | ------------------- | -------------------- | ------------ |
| Lâu đài Coracera (San Martín Valdeiglesias) |      | San Martín de Valdeiglesias | 40°21′46″B 4°24′06″T / 40,362754°B 4,401659°T |                     | 05/05/1949           | Upload image |

#### Santorcaz
| Tên                             | Dạng | Địa điểm                        | Tọa độ                                        | Số hồ sơ tham khảo? | Ngày nhận danh hiệu? | Hình ảnh     |
| ------------------------------- | ---- | ------------------------------- | --------------------------------------------- | ------------------- | -------------------- | ------------ |
| Nhà thờ Parroquial San Torcuato |      | Santorcaz Plaza de San Torcuato | 40°28′20″B 3°14′06″T / 40,472328°B 3,235131°T | RI-51-0009953       | 22/05/1997           | Upload image |
| Lâu đài Torremocha (Santorcaz)  |      | Santorcaz                       | 40°28′20″B 3°14′06″T / 40,472131°B 3,234946°T |                     | 05/05/1949           | Upload image |
| Torrecilla (Santorcaz)          |      | Santorcaz                       | 40°28′44″B 3°14′30″T / 40,478821°B 3,241531°T |                     | 05/05/1949           | Upload image |

#### Somosierra
| Tên                             | Dạng | Địa điểm   | Tọa độ | Số hồ sơ tham khảo? | Ngày nhận danh hiệu? | Hình ảnh     |
| ------------------------------- | ---- | ---------- | ------ | ------------------- | -------------------- | ------------ |
| Vestigios castillo (Somosierra) |      | Somosierra |        |                     | 05/05/1949           | Upload image |

### T

#### Talamanca de Jarama
| Tên                                          | Dạng | Địa điểm            | Tọa độ                                        | Số hồ sơ tham khảo? | Ngày nhận danh hiệu? | Hình ảnh     |
| -------------------------------------------- | ---- | ------------------- | --------------------------------------------- | ------------------- | -------------------- | ------------ |
| Ruinas Talamanca                             |      | Talamanca de Jarama | 40°44′47″B 3°30′44″T / 40,74652°B 3,512108°T  | RI-51-0000723       | 04/06/1931           | Upload image |
| Nhà thờ San Juan Bautista (Talamanca Jarama) |      | Talamanca de Jarama | 40°44′47″B 3°30′54″T / 40,746252°B 3,514912°T | RI-51-0000724       | 04/06/1931           | Upload image |
| Puente Romano Talamanca Jarama               |      | Talamanca de Jarama | 40°45′04″B 3°31′12″T / 40,751062°B 3,51996°T  | RI-51-0009585       | 10/06/1997           | Upload image |

#### Titulcia
| Tên                      | Dạng | Địa điểm | Tọa độ | Số hồ sơ tham khảo? | Ngày nhận danh hiệu? | Hình ảnh     |
| ------------------------ | ---- | -------- | ------ | ------------------- | -------------------- | ------------ |
| Khu vực khảo cổ Titulcia |      | Titulcia |        | ?                   | 02/08/2012           | Upload image |

#### Torrejón de Velasco
| Tên                         | Dạng | Địa điểm            | Tọa độ                                        | Số hồ sơ tham khảo? | Ngày nhận danh hiệu? | Hình ảnh     |
| --------------------------- | ---- | ------------------- | --------------------------------------------- | ------------------- | -------------------- | ------------ |
| Lâu đài Torrejón Velasco    |      | Torrejón de Velasco | 40°11′16″B 3°46′48″T / 40,187888°B 3,780097°T |                     | 05/05/1949           | Upload image |
| Đồi Batallones (yacimiento) |      | Torrejón de Velasco | 40°10′32″B 3°43′19″T / 40,175556°B 3,721944°T | RI-55-0000649       | 21/08/2001           | Upload image |

#### Torrelaguna
| Tên                                            | Dạng                 | Địa điểm                | Tọa độ                                        | Số hồ sơ tham khảo? | Ngày nhận danh hiệu? | Hình ảnh     |
| ---------------------------------------------- | -------------------- | ----------------------- | --------------------------------------------- | ------------------- | -------------------- | ------------ |
| Nhà thờ Magdalena (Torrelaguna)                |                      | Torrelaguna Plaza Mayor | 40°49′40″B 3°32′18″T / 40,827848°B 3,538462°T | RI-51-0004866       | 03/06/1983           | Upload image |
| Atalaya Arrebatacapas                          |                      | Torrelaguna             | 40°50′14″B 3°34′07″T / 40,837256°B 3,568747°T | RI-51-0004934       | 15/11/1983           | Upload image |
| Quần thể Histórico Artístico Villa Torrelaguna | Khu phức hợp lịch sử | Torrelaguna             | 40°49′39″B 3°32′17″T / 40,827463°B 3,537998°T | RI-55-0000168       | 23/01/1974           | Upload image |

#### Torrelodones
| Tên                                 | Dạng | Địa điểm     | Tọa độ                                        | Số hồ sơ tham khảo? | Ngày nhận danh hiệu? | Hình ảnh     |
| ----------------------------------- | ---- | ------------ | --------------------------------------------- | ------------------- | -------------------- | ------------ |
| Cung điện Canto Pico (Torrelodones) |      | Torrelodones | 40°35′21″B 3°55′32″T / 40,589191°B 3,925533°T | RI-51-0000343       | 25/02/1930           | Upload image |
| Atalaya Torrelodones                |      | Torrelodones | 40°34′26″B 3°55′57″T / 40,573877°B 3,932473°T | RI-51-0004938       | 15/11/1983           | Upload image |

#### Torremocha de Jarama
| Tên           | Dạng | Địa điểm             | Tọa độ                                        | Số hồ sơ tham khảo? | Ngày nhận danh hiệu? | Hình ảnh     |
| ------------- | ---- | -------------------- | --------------------------------------------- | ------------------- | -------------------- | ------------ |
| Tháp Torritón |      | Torremocha de Jarama | 40°48′35″B 3°29′35″T / 40,809752°B 3,493161°T |                     | 05/05/1949           | Upload image |

### V

#### Valdemoro
| Tên                                         | Dạng | Địa điểm  | Tọa độ                                        | Số hồ sơ tham khảo? | Ngày nhận danh hiệu? | Hình ảnh     |
| ------------------------------------------- | ---- | --------- | --------------------------------------------- | ------------------- | -------------------- | ------------ |
| Nhà thờ Nuestra Señora Asunción (Valdemoro) |      | Valdemoro | 40°11′20″B 3°40′44″T / 40,188753°B 3,678983°T | RI-51-0004445       | 27/01/1981           | Upload image |
| Zona Arqueológica Espartal                  |      | Valdemoro | 40°11′00″B 3°37′31″T / 40,183376°B 3,625147°T | RI-55-0000440       | 17/04/1995           | Upload image |

#### Valdetorres de Jarama
| Tên                                                   | Dạng | Địa điểm                                       | Tọa độ                                       | Số hồ sơ tham khảo? | Ngày nhận danh hiệu? | Hình ảnh     |
| ----------------------------------------------------- | ---- | ---------------------------------------------- | -------------------------------------------- | ------------------- | -------------------- | ------------ |
| Nhà thờ Natividad Nuestra Señora (Valdetorres Jarama) |      | Valdetorres de Jarama Plaza de la Constitución | 40°41′41″B 3°30′45″T / 40,694688°B 3,51256°T | RI-51-0009114       | 18/07/1996           | Upload image |

#### Venturada
| Tên               | Dạng | Địa điểm  | Tọa độ                                       | Số hồ sơ tham khảo? | Ngày nhận danh hiệu? | Hình ảnh     |
| ----------------- | ---- | --------- | -------------------------------------------- | ------------------- | -------------------- | ------------ |
| Atalaya Venturada |      | Venturada | 40°47′12″B 3°36′28″T / 40,78671°B 3,607896°T | RI-51-0004936       | 15/11/1983           | Upload image |

#### Villa del Prado
| Tên                                               | Dạng | Địa điểm                          | Tọa độ                                       | Số hồ sơ tham khảo? | Ngày nhận danh hiệu? | Hình ảnh     |
| ------------------------------------------------- | ---- | --------------------------------- | -------------------------------------------- | ------------------- | -------------------- | ------------ |
| Nhà thờ Parroquial Santiago Apóstol (Villa Prado) |      | Villa del Prado Plaza de Santiago | 40°16′35″B 4°18′19″T / 40,27629°B 4,305161°T | RI-51-0004453       | 23/02/1981           | Upload image |

#### Villamanrique de Tajo
| Tên    | Dạng | Địa điểm              | Tọa độ                                        | Số hồ sơ tham khảo? | Ngày nhận danh hiệu? | Hình ảnh     |
| ------ | ---- | --------------------- | --------------------------------------------- | ------------------- | -------------------- | ------------ |
| Alboer |      | Villamanrique de Tajo | 40°03′22″B 3°13′51″T / 40,056006°B 3,230958°T |                     | 05/05/1949           | Upload image |

#### Villanueva de la Cañada
| Tên              | Dạng | Địa điểm                | Tọa độ                                       | Số hồ sơ tham khảo? | Ngày nhận danh hiệu? | Hình ảnh     |
| ---------------- | ---- | ----------------------- | -------------------------------------------- | ------------------- | -------------------- | ------------ |
| Lâu đài Aulencia |      | Villanueva de la Cañada | 40°26′38″B 3°57′19″T / 40,443899°B 3,95531°T |                     | 05/05/1949           | Upload image |

#### Villarejo de Salvanés
| Tên                                                 | Dạng                 | Địa điểm                                  | Tọa độ                                        | Số hồ sơ tham khảo? | Ngày nhận danh hiệu? | Hình ảnh     |
| --------------------------------------------------- | -------------------- | ----------------------------------------- | --------------------------------------------- | ------------------- | -------------------- | ------------ |
| Lâu đài Villarejo Salvanés                          |                      | Villarejo de Salvanés Plaza de la Iglesia | 40°10′04″B 3°16′28″T / 40,167853°B 3,274479°T |                     | 07/10/1974           | Upload image |
| Quần thể formado por Iglesia, Lâu đài và Nhà Tercia | Khu phức hợp lịch sử | Villarejo de Salvanés                     | 40°10′06″B 3°16′27″T / 40,168296°B 3,274227°T | RI-55-0000177       | 07/10/1974           | Upload image |

#### Villaviciosa de Odón, Madrid
| Tên                       | Dạng | Địa điểm                               | Tọa độ                                        | Số hồ sơ tham khảo? | Ngày nhận danh hiệu? | Hình ảnh     |
| ------------------------- | ---- | -------------------------------------- | --------------------------------------------- | ------------------- | -------------------- | ------------ |
| Lâu đài Calatalifa        |      | Villaviciosa de Odón, Madrid           | 40°19′49″B 3°56′39″T / 40,330189°B 3,944032°T |                     | 05/05/1949           | Upload image |
| Lâu đài Villaviciosa Odón |      | Villaviciosa de Odón Avenida de Madrid | 40°21′26″B 3°53′47″T / 40,357347°B 3,8965°T   |                     | 05/05/1949           | Upload image |